# قاي فاندر ليندن
قاي فاندر ليندن (بالإنجليزية: Guy Vander Linden)‏ هو ضابط وسياسي أمريكي، ولد في 6 أبريل 1948م في أوسكلوسا في الولايات المتحدة. نشط حزبياً في الحزب الجمهوري. وقد انتخب عضو مجلس نواب ولاية آيوا.

## وصلات خارجية
- الموقع الرسمي